# Знайда (фільм)
«Зна́йда» (рос. Найденыш) — кінофільм режисера Олександра Кірієнка, що вийшов на екрани в 2009 році.

## Зміст
Нелегко довелося героїні фільму, сироті з дитячого будинку. Її хлопець такий же, як і вона. Ніхто не говорив їм, що можна, а що ні, і в результаті підлітки стоять на порозі того, щоб стати батьками. Вони знаходяться у повній розгубленості. Працівники притулку наполягають на аборті, а сам потенційний тато зникає, залишивши героїню одну проти всього світу і з серйозною невирішеною проблемою. І ось дівчинка-сирота, що залишилася один на один зі своїми проблемами, яка завжди мріяла про свою сім'ю, зважується на дуже сміливий крок — народити дитину і присвятити їй життя, віддати всю любов. Після народження хлопчика життя молодої мами стає настільки важким, що вона не бачить іншого виходу, крім як підкинути сина багатим людям. Вона сподівається на те, що вони не зможуть відмовитися від маляти, тому що бездітні. Може бути, це єдиний шанс для підкидька знайти справжню родину — нехай не рідну, але люблячу.

## Ролі
| Актор             | Роль |
| ----------------- | ---- |
| Олена Яковлєва    | -    |
| Владислав Вєтров  | -    |
| Галина Звягінцева | -    |
| Олексій Бардуков  | -    |
| Олександр Робак   | -    |
| Андрій Касьянов   | -    |
| Едуард Чемодаков  | -    |
| Валерія Гладіліна | -    |
| Валерія Кольцова  | -    |
| Тетяна Щанкина    | -    |

## Знімальна група
- Режисер — Олександр Кирієнко
- Сценарист — Олексій Тімм
- Продюсер — Родіон Павлючик, Анастасія Шипуліна, Ольга Кочеткова
- Композитор — Звіад Болквадзе